# بوراک سردار شانال
بوراک سردار شانال (انگلیسی: Burak Serdar Şanal؛ زادهٔ ۲۸ اوت ۱۹۸۸) بازیگر، مجری تلویزیون اهل ترکیه است. وی از سال ۲۰۰۸ میلادی تاکنون مشغول فعالیت بوده‌است.